# 外用藥物
外用藥物（英語：Topical medication），是醫療上使用于身体表面的藥物，例如塗抹於皮肤或黏膜的表面，像是阴道，阴茎，眼睛和耳朵等。外用藥物通常要避免接觸口部，也不可進食。
醫療用的化学物质，例如治療皮膚過敏的类固醇激素，可以製成药膏，凝胶或乳液，以供塗抹在患處的皮肤上。
皮肤贴片是一種有藥性的貼片，使用時黏貼在皮膚表面，藥物會透過皮膚滲入體內，貼片可持續發揮藥效較長，已经用於避孕，绝经期女性补充雌性激素和防止晕动病等方面，成为服用药越来越普遍的一种方式。
在牙医学中，外用药物也可以用来指使用于牙齿表面的药物
。
氯霉素是抗生素中外用药物之一，主要用於殺菌消炎。

## 外部連結
- History of ointments（页面存档备份，存于）